# Llengües balto-eslaves
Les llengües balto-eslaves són una subfamília de les llengües indoeuropees proposada com avantpassada de les llengües bàltiques i eslaves, que comparteixen molts trets gramaticals, si bé no tots els filòlegs comparteixen aquesta assimilació. August Schleicher seria un dels primers lingüistes partidaris de la llengua comuna, mentre que Jānis Endzelīns s'inclinava per explicar les semblances pel contacte entre els idiomes i no per un origen comú. D'altres estudiosos, per acabar, asseguren que les llengües balto-eslaves s'haurien de dividir en tres branques i no en les dues que indica el seu nom, ja que entre els idiomes bàltics orientals i occidentals es troben mecanismes evolutius diferenciats que podrien suggerir protollengües a part.
Malgrat la polèmica, el que resulta evident és que totes les llengües de la zona van patir una evolució similar en els períodes intermedis de la seva història, especialment a partir del segle VII. Fonèticament es pot explicar amb la llei de Winter, que explica la pronúncia geminada de determinades vocals, i el canvi en la ubicació de l'accent. Aquests idiomes tenen en comú un ús progressivament creixent de l'ablatiu en substitució del genitiu i un plural en -e.